# Дуб «Внук»
Дуб «Внук» — втрачена ботанічна пам'ятка природи місцевого значення. Об'єкт був розташований на території Черкаського району Черкаської області, хутір Буда, урочище «Кириківка».
Площа — 0,01 га, статус отриманий у 1972 році.
Під охороною перебував екземпляр дуба звичайного. Зростав поруч із Дубом Максима Залізняка.
На початку 2000-х років дуб засох. Рішенням Черкаської обласної ради від 25.03.2016 № 4-13/VII статус ботанічної пам'ятки природи місцевого значення скасовано «у зв'язку з втратою природоохоронного, наукового, естетичного, пізнавального та культурного значення».